# Isteria

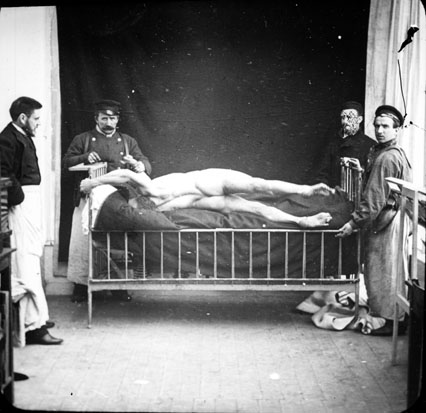
Un uomo con attacchi isterici.

Isteria è un termine che è stato utilizzato nella psichiatria ottocentesca per indicare un tipo di attacchi nevrotici molto intensi.

## Le origini
Nella versione tipica ottocentesca, l'isteria si manifestava con sintomi molto simili all'epilessia, paralisi degli arti, cecità momentanea, perdita di coscienza e della capacità di parlare. Finito l'attacco, seguiva spesso una fase emozionale molto intensa, in cui il soggetto compiva azioni imprevedibili e esprimeva con poche parole o gesti sentimenti molto profondi, in uno stato semi-allucinatorio.

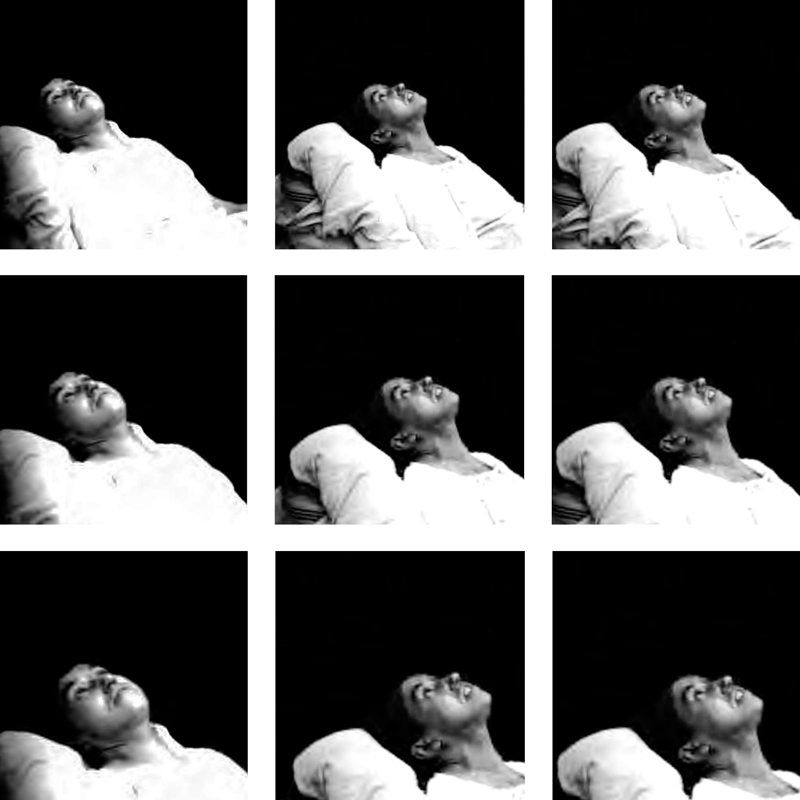
Donna con attacchi isterici alla Salpêtrière di Parigi.

I soggetti tipicamente colpiti da attacchi di questo tipo erano donne di buona società. Sigmund Freud fondò buona parte delle sue teorie sullo studio di questo tipo di situazioni patologiche. Il metodo psicoanalitico si formò nel tentativo di capirne il meccanismo scatenante e cercare una terapia.
Freud individuò le cause in un trauma infantile rimosso dalla persona, che grazie alla tecnica delle sedute di psicoanalisi poteva essere riportato alla coscienza e neutralizzato. Freud divenne famoso e cominciò ad avere prestigio e notorietà presso la classe dei neurologi dopo aver pubblicato un lavoro su una "donna isterica" portata a guarigione dal collega Joseph Breuer (coautore del testo). Dopo questo episodio, con la pubblicazione degli "Studi sull'isteria" (1895) - oppure secondo altri con "la prima opera realmente psicoanalitica, l''Interpretazione dei sogni', uscita nel 1899, anche se l'editore la datò 1900"- inizia la psicoanalisi, con l'ostracismo di tutta l'élite viennese.

## La visione moderna
Dalla seconda metà del Novecento, la sostanziale scomparsa di simili fenomeni e il mutamento dei paradigmi teorici in psicologia e medicina hanno portato a nuovi quadri interpretativi. Si tende a considerare attacchi di questo tipo manifestazioni di stati depressivi o situazioni esistenziali di crisi che la persona esprime in una rappresentazione codificata che conosce. Il soggetto, più o meno inconsapevolmente, utilizza la reazione isterica per comunicare uno stato emotivo estremamente negativo nel quale si trova e dal quale non vede via d'uscita: tali aspetti sono presenti anche nella sindrome di Ganser.
I fenomeni caratteristici dell'isteria sono suscettibili di essere riprodotti mediante autosuggestione. In ogni caso, dietro alla teatralità e alla "simulazione" dell'isterico vi era un dramma autentico. Seguendo questa prospettiva, Ernesto de Martino ha messo in relazione con l'isteria anche il fenomeno del tarantismo, sindrome che con sintomi analoghi si manifestava in donne di estrazione popolare nel Sud Italia.
L'isteria si presenta in forme cliniche numerose e polimorfe, potendo "imitare" tutte le malattie. I sintomi dell'isteria si distinguono in:
- Sintomi somatici che esprimono l'alterata funzionalità del sistema nervoso, quali ad es. gastriti, coliti, paralisi, dispepsia, ecc.
- Sintomi psichici, che si differenziano in:
  - Transitori
    - Fenomeni amnestici
    - Stati di eccitamento psicomotorio
    - Stati acinetici
    - Stati di depressione

  - Permanenti se non curati con psicoterapia
    - Suggestionabilità
    - Compromissione della vita sessuale
    - Infantilismo
    - Immaturità emotivo-affettiva

Col DSM-III (1980) il concetto d'isteria o nevrosi isterica è scomparso per presentarne i tre elementi costitutivi documentabili anche in modo isolato:
1. l'aspetto “corporeo” dell'isteria: disturbo somatoforme e disturbo di conversione
2. l'aspetto “mentale”: disturbo dissociativo dell'identità
3. la struttura caratteriologica di base dell'isterico: disturbo istrionico di personalità.